# Гаврилов, Алексей Дмитриевич
Алексей Дмитриевич Гаврилов — советский хозяйственный, государственный и политический деятель.

## Биография
Родился в 1910 году в деревне Наумиха. Член КПСС с 1930 года.
С 1927 года — на хозяйственной, общественной и политической работе. В 1927—1980 гг. — челночник, слесарь на текстильной фабрике, инструктор-преподаватель, секретарь парткома Саратовского авиатехникума, первый секретарь Балашовского райкома и горкома ВКП(б), начальник Черниговской военной авиашколы, замначальника политотдела 193-й иад, заместитель коменданта города Плауэн в ГДР, парторг Саратовского авиационного завода, первый секретарь Энгельсского горкома ВКП(б), председатель Саратовского горисполкома, первый секретарь Волжского райкома КПСС города Саратова, председатель Саратовского областного комитета партийного контроля.
Делегат XVIII съезда ВКП(б), делегат XX и XXI съезда КПСС.
Умер в Саратове в 1985 году.